# António Martins de Chaves
António Martins de Chaves (né au château d'Eaus de Flavia près d'Oporto, Portugal, et mort à Rome le 6 juillet 1447) est un cardinal portugais du XVe siècle.

## Biographie
António Martins de Chaves est bénéficiaire de la cathédrale de Lisbonne et doyen du chapitre d'Évora. En 1423 il est nommé évêque d'Oporto. Il assiste au concile de Bâle comme représentant du roi Édouard Ier de Portugal. Il est envoyé pour négocier la paix entre le roi Henri V d'Angleterre, le roi Charles VII de France et le duc Philippe III de Bourgogne. La paix est signée à Arras en 1435. Le pape Eugène IV l'envoie à Constantinople pour inviter l'empereur Jean VII Paléologue au concile de Ferrare-Florence.
Le pape Eugène IV le crée cardinal lors du consistoire du 18 décembre 1439. Martins fait construire l'église de Antonio dei Portoghesi et l'hospice portugais à Rome.

Le cardinal Martins de Chaves participe au conclave de 1447 lors duquel Nicolas V est élu.